# Reykjavík-Rotterdam
Reykjavík-Rotterdam é um filme de drama islandês de 2008 dirigido e escrito por Óskar Jónasson. Foi selecionado como representante da Islândia à edição do Oscar 2010, organizada pela Academia de Artes e Ciências Cinematográficas.

## Elenco
- Baltasar Kormákur
- Ingvar E. Sigurðsson
- Lilja Nótt Þórarinsdóttir
- Þröstur Leó Gunnarsson
- Victor Löw
- Ólafur Darri Ólafsson
- Jörundur Ragnarsson